# I Will Love You Monday (365)
I Will Love You Monday (365) je píseň z debutového alba Columbine od dánské zpěvačky a skladatelky Aury Dione. Videoklip této písně zachycuje Auru Dione při vycházce Kodaní, kde je následována jejími botami, které s ní tancují a zpívají. Píseň byla úspěšná především v Německu a Rakousku (1. místo) a také ve Švýcarsku (2. místo), kde okupovala přední pozice.

## Hitparáda
| Žebříček  | Příčka |
| --------- | ------ |
| Rakousko  | 2      |
| Česko     | 11     |
| Německo   | 1      |
| Evropa    | 8      |
| Maďarsko  | 22     |
| Slovensko | 14     |
| Švýcarsko | 2      |
| Polsko    | 3      |

| "Meet Me Halfway" od The Black Eyed Peas "I Like" od Keri Hilson | Německé #1 hity 18. prosince~24. prosince 2009 1. ledna~7. ledna 2010 | "I Like" od Keri Hilson "I Like" od Keri Hilson |